# Mouroux
Mouroux is een gemeente in het Franse departement Seine-et-Marne (regio Île-de-France) en telt 4201 inwoners (1999). De plaats maakt deel uit van het arrondissement Meaux.

## Geografie
De oppervlakte van Mouroux bedraagt 16,8 km², de bevolkingsdichtheid is 250,1 inwoners per km².

## Verkeer en vervoer
In de gemeente ligt spoorwegstation Mouroux.
De onderstaande kaart toont de ligging van Mouroux met de belangrijkste infrastructuur en aangrenzende gemeenten.

## Demografie
Onderstaande figuur toont het verloop van het inwonertal (bron: INSEE-tellingen).

## Afbeeldingen

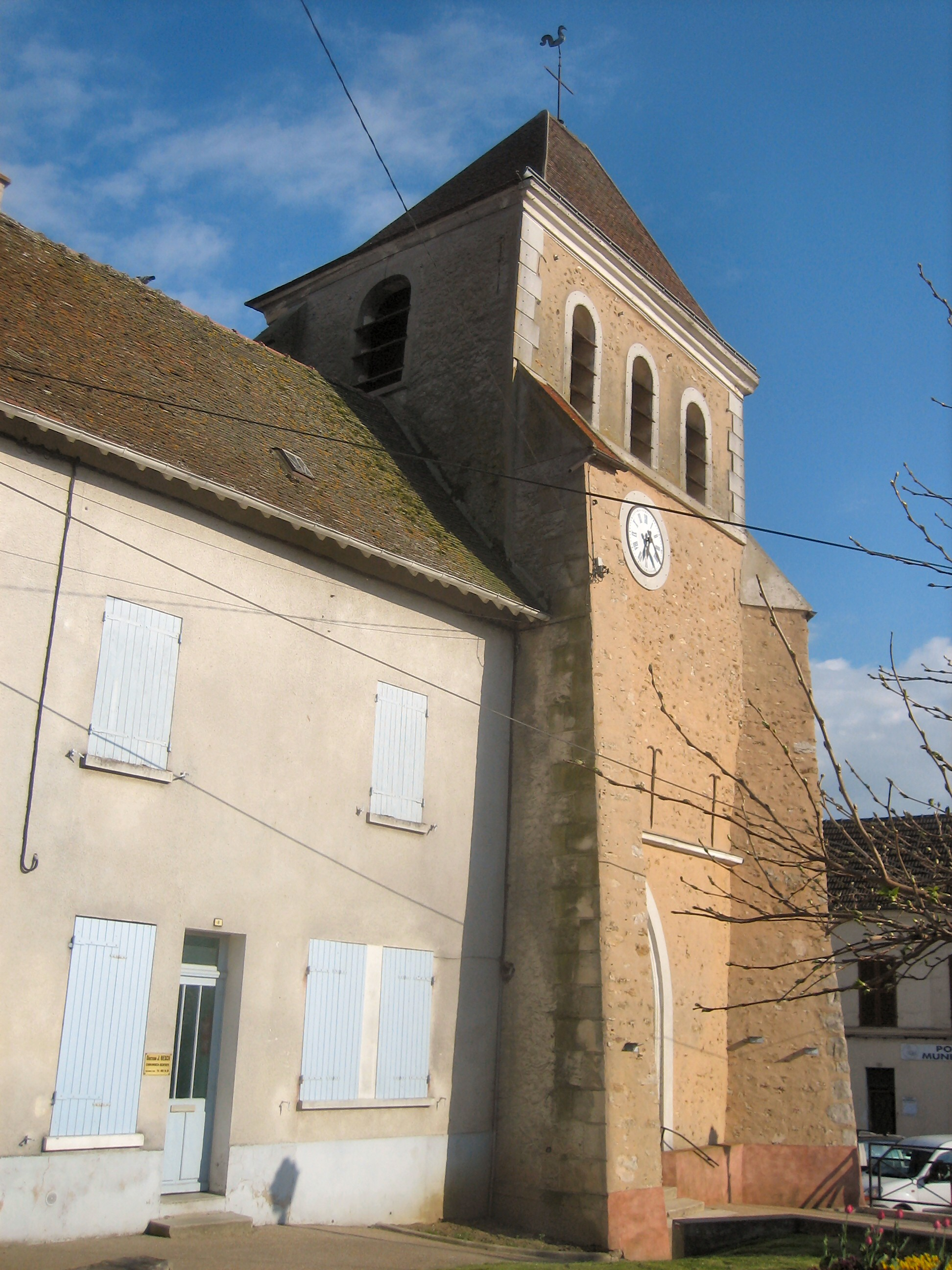
Kerk van Mouroux
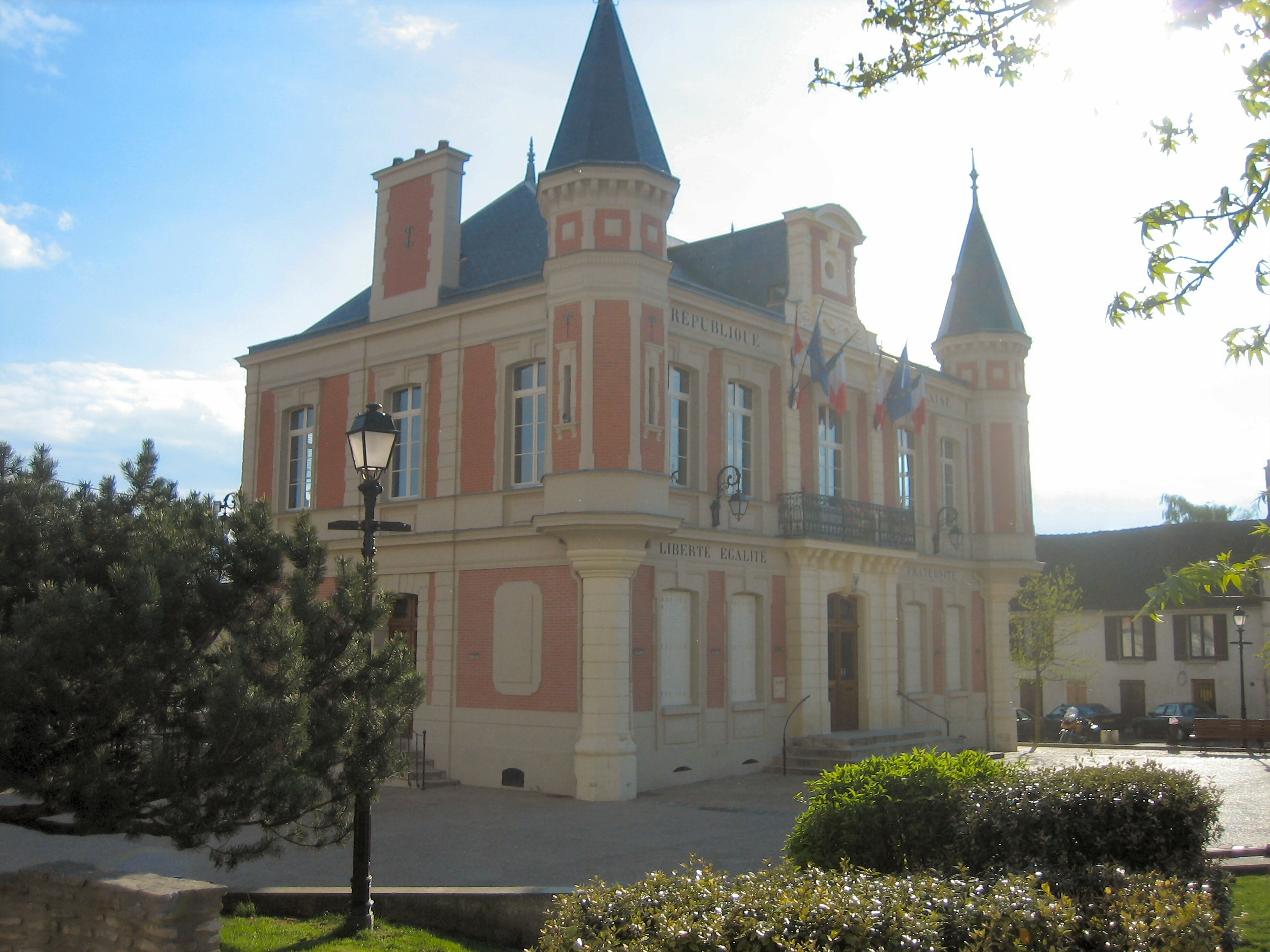
Gemeentehuis van Mouroux